# Frida Appelgren
Frida Erika Appelgren, precedentemente conosciuta anche come Frida Muranius o semplicemente come Frida (Malmö, 5 aprile 1981), è una cantante svedese.

## Carriera
Frida Appelgren ha ottenuto popolarità nella primavera del 2007 con il suo singolo di debutto Dunka mig gul och blå, bannato da varie stazioni radiofoniche svedesi fra cui Sveriges Radio per il suo testo eccessivamente violento ed esplicito sulla pratica del BDSM. Nonostante ciò, il brano ha ottenuto un notevole successo commerciale, raggiungendo la vetta della classifica svedese dei singoli e rimanendo nella top 60 per 23 settimane.
Nel 2008 la cantante ha partecipato a Melodifestivalen, il processo di selezione per il rappresentante svedese all'Eurovision Song Contest, con il brano Upp och hoppa. Dopo essersi qualificata dalla semifinale, si è classificata ultima su dieci partecipanti nella finale del 15 marzo. Il singolo ha comunque ottenuto un buon successo commerciale, piazzandosi 9º in classifica, e ha anticipato l'album Hoppa upp!, che si è fermato alla 25ª posizione in classifica.

## Discografia

### Album
- 2007 - Gasen i botten
- 2008 - Hoppa upp!
- 2018 - En hyllning til Frida (con Brinkenstjärna)

### Singoli
- 2007 - Dunka mig gul och blå
- 2007 - Gasen i botten
- 2008 - Upp och hoppa (feat. Headline)
- 2008 - Aj (Aj, Aj, Aj)
- 2010 - Skaka loss
- 2018 - Semester (con Tony Ejremar, Brinkenstjärna e Alphaman)